# Michael Weber (Grenzopfer)
Michael Weber (* 5. Dezember 1969 in Leipzig; † 6. Juli 1989 bei Nowo Chodschowo, heute zur Gemeinde Sandanski, Bulgarien) war ein Todesopfer an der bulgarisch-griechischen Grenze.

## Leben
Der in Leipzig lebende Abiturient wollte über Bulgarien aus der DDR flüchten und wurde am 6. Juli 1989 vor dem Überqueren der Grenze zwischen Bulgarien und Griechenland in der Oblast Blagoewgrad etwa einen Kilometer von der Grenze entfernt von bulgarischen Grenzsoldaten erschossen. Er gilt als letzter getöteter DDR-Flüchtling in Bulgarien.
Der Schuss wurde laut Obduktionsbericht aus 1,50 bis 2 Meter Entfernung abgegeben. Die Kugel durchschlug die linke Gesichtshälfte, den Hals und die Brust und blieb im Rücken unterhalb der rechten Achselhöhle stecken. Dabei wurden das Jochbein, der Oberkiefer und zwei Halswirbel zertrümmert. Die Brustaorta und der rechte Lungenflügel wurden vom Schuss zerrissen.
Ein von der Mutter in Bulgarien angestrengtes Verfahren gegen den Todesschützen endete ohne Verurteilung des Schützen.